# 4831 Baldwin
A 4831 Baldwin (ideiglenes jelöléssel 1988 RX11) a Naprendszer kisbolygóövében található aszteroida. Schelte J. Bus fedezte fel 1988. szeptember 14-én.